# جيم هوغنن
جيم هوغنن هو المبرمج الذي أنشأ الوصلة الرقمية للغة بايثون (الأصل لنيومبي). وأنشأ لاحقاً تنفيذ البايثون للمنصة جافا (جايثون) ولإطار عمل .نت من مايكروسوفت (آيرون بايثون). وشارك أيضا في تصميم وصلة أسبيكت جاي لجافا.بدأ العمل لمايكروسوفت منذ عام 2004, متخصصاً في آيرون بايثون ووقت تشغيل اللغة الديناميكي.